# 聖帕特里西奧 (新墨西哥州)
聖帕特里西奧（英語：St. Patricio）是位於美國新墨西哥州林肯縣的非建制地區。

## 歷史
聖帕特里西奧的郵局自1904年營運至今。

## 地理
聖帕特里西奧所處的海拔為高於海平面1658米（即5440英呎），而該地所採用的時區為UTC-7，即北美山地时区（MST）。同時該地設有夏令時間，為UTC-7調快一小時，即UTC-6（MDT）。